# Robert Shelton
Robert Shelton (* 12. Juni 1929 in Tuscaloosa, Alabama; † 17. März 2003 ebenda) war ein Grand Wizard des Ku-Klux-Klans. Er leitete von 1961 bis zur Auflösung 1987 die United Klans of America (UKA).

## Leben
Shelton war Fabrikarbeiter für die B. F. Goodrich, als er in den 1950ern dem Ku-Klux-Klan beitrat. In dem U.S. Klan von Eldon Lee Edwards stieg er zum Anführer in Alabama auf, bis er im Frühling 1960 von Edwards verdrängt wurde. Statt aufzugeben, gründete er seine eigene Klansgruppe, die Alabama Knights of the Ku Klux Klan. Er begann mehrere Klaverns aufzunehmen und gewann rasant neue Mitglieder. 1961 benannte er die Alabama Knights in die United Klans of America um. Sie wurden zu der größten Klangruppe ihrer Zeit und hatten zeitweise fast 30.000 Mitglieder und eine große Anzahl passiver Unterstützer. Shelton führte den Klan wieder als Geheimbund, der sehr verschwiegen war. 1966 wurde er zu einem Jahr Haft verurteilt, nachdem er sich weigerte Mitgliedslisten des Klans an das Komitee für unamerikanische Umtriebe weiterzuleiten.
Während seiner Zeit als Klanführer kam es zu zahlreichen Verbrechen, vor allem gegen Bürgerrechtler und Afroamerikaner, die von Klanmitgliedern begangen wurden. 1987 verklagte Beulah Mae Donald, die Mutter des ermordeten Michael Donald, die UKA mit Unterstützung des Southern Poverty Law Centers auf Schadensersatz und bekam die Summe von 7 Millionen US-Dollar zugesprochen. Shelton löste daraufhin den finanziell ruinierten Klan auf.
Anschließend zog Shelton nach Northport in der Nähe von Tuscaloosa um und verschwand aus dem Licht der Öffentlichkeit. 1994 wurde er von der Associated Press interviewt und sagte ihnen:

The Klan will never return. Not with the robes and the rallies and the cross lightings and parades, everything that made the Klan the Klan, the mysticism, what we called Klankraft. I’m still a Klansman, always will be. The Klan is my belief, my religion. But it won't work anymore. The Klan is gone. Forever.

„Der Klan wird nie wieder zurückkommen. Nicht mit den Roben, den Rallies, den brennenden Kreuzen und den Paraden. All das, was den Klan ausmachte, das mystische, das was wir Klankraft nannten. Ich bin immer noch ein Klansman, werde immer einer sein. Der Klan ist mein Glaube, meine Religion. Aber es klappt nicht mehr. Der Klan ist verschwunden. Für immer.“

Shelton starb mit 73 Jahren in Tuscaloosa an einem Herzinfarkt. Er hinterließ einen Sohn und eine Tochter, die beide seine Überzeugungen nicht teilen.